# Дувейн Керр
Дувейн Керр (англ. Duwayne Kerr; нар. 16 січня 1987, Парроккія-ді-Естмореланд) — ямайський футболіст, воротар клубу «Стьярнан».
Виступав, зокрема, за клуби «Рено», «Портмор Юнайтед» та «Сарпсборг 08», а також національну збірну Ямайки.

## Клубна кар'єра
У дорослому футболі дебютував 2005 року виступами за команду клубу «Рено», в якій провів два сезони.
До складу клубу «Портмор Юнайтед» приєднався 2007 року. Відіграв за команду з Портмора наступні чотири сезони своєї ігрової кар'єри.
Протягом 2011—2012 років захищав кольори команди клубу «Стреммен».
2013 року уклав контракт з клубом «Сарпсборг 08», у складі якого провів наступні два роки своєї кар'єри гравця. Більшість часу, проведеного у складі «Сарпсборга 08», був основним голкіпером команди.
До складу клубу «Стьярнан» приєднався 2016 року. Відтоді встиг відіграти за команду з Ґардабаїра 13 матчів в національному чемпіонаті.

## Виступи за збірні
2007 року залучався до складу молодіжної збірної Ямайки. На молодіжному рівні зіграв у 1 офіційному матчі.
2007 року дебютував в офіційних матчах у складі національної збірної Ямайки. Наразі провів у формі головної команди країни 15 матчів.
У складі збірної був учасником розіграшу Золотого кубка КОНКАКАФ 2009 року в США, розіграшу Золотого кубка КОНКАКАФ 2011 року в США, розіграшу Кубка Америки 2015 року у Чилі, розіграшу Кубка Америки 2016 року в США.

## Титули і досягнення
- Срібний призер Панамериканських ігор (1):

Ямайка: 2007
- Переможець Карибського кубка (1):

Ямайка: 2014